# Finlands damlandslag i bandy
Finlands damlandslag i bandy representerar Finland i bandy på damsidan. Finland tog bronsmedaljerna vid världsmästerskapet i bandy för damer vid världsmästerskapet 2004 i Finland och förlorade bronsmatchen mot Norge vid världsmästerskapet 2006 i delstaten Minnesota i USA. Vid världsmästerskapet 2008 i Sverige slutade lyckades Finland återigen erövra bronsmedaljerna.
Finland spelade mot Sverige första gången i Kemi i Finland 1980 och förlorade med 3-14 efter bland annat tre svenska mål av IK Götas Lena Bäck. Trots att kvinnor har spelat bandy i både Finland, Sverige och en del andra länder sedan tidigt 1900-tal, var det den första officiella landskampen i bandy mellan damlag någonsin. Sedan fortsatte utbytet, Sverige brukade vinna men Finland lyckades spela 3-3 mot Sverige i Helsingfors 1985 samt 1-1 i Björneborg 1987.
1982, 1983 och 1984 spelade Nordsverige och Nordfinland mot varandra i så kallade "landsdelsmatcher" (inga officiella landskamper) i Karlsborg, Kemi och Torneå. Nordfinland vann de två första mötena (1-0, 13-2) innan Nordsverige 1984 lyckades vinna med 5-2.

## Finland i världsmästerskap
| Turnering     | Slutplacering |
| ------------- | ------------- |
| Finland 2004  | 3             |
| USA 2006      | 4             |
| Ungern 2007   | 5             |
| Sverige 2008  | 3             |
| Norge 2010    | 5             |
| Ryssland 2012 | 3             |
| Finland 2014  | 3             |
| USA 2016      | 6             |
| Kina 2018     | 4             |